# Hirschberg (Rajna-vidék-Pfalz)
Hirschberg település Németországban, Rajna-vidék-Pfalz tartományban. Lakosainak száma 402 fő (2023. december 31.). Hirschberg Isselbach és Eppenrod községekkel határos.

## Népesség
A település népességének változása:
| Lakosok száma | 378  | 362  | 372  | 396  | 396  | 402  |
|               | 1975 | 2017 | 2019 | 2021 | 2022 | 2023 |